# The Asteroids Galaxy Tour
The Asteroids Galaxy Tour – duński zespół pop. Powstał w 2007 roku w którego skład wchodzą Mette Lindberg, jako wokalistka i Lars Iversen jako producent i twórca tekstów utworów. Podczas występów na żywo zespół występuje w 6-osobowym składzie, są to Miloud Carl Sabri (trąbka), Sven Meinild (saksofon), Mads Brinch Nielsen (gitara), oraz Rasmus Valldorf (perkusja).
Debiutancki album The Asteroids Galaxy Tour Fruit został wydany 22 września 2009. Drugi album zespołu, Out of Frequency, został wydany 5 marca 2012.

## Dyskografia
| Tytuł albumu      | Szczegóły                                                                                | Pozycje na liście przebojów | Pozycje na liście przebojów | Pozycje na liście przebojów | Pozycje na liście przebojów |
| Tytuł albumu      | Szczegóły                                                                                | AUT                         | DNK                         | NLD                         | CHE                         |
| ----------------- | ---------------------------------------------------------------------------------------- | --------------------------- | --------------------------- | --------------------------- | --------------------------- |
| Fruit             | - Wydany: 22 września 2009 - Wydawca: Small Giants - Format: CD, LP, digital download    | 53                          | —                           | —                           | 84                          |
| Out of Frequency  | - Wydany: 5 marca 2012 - Wydawca: Chrysalis Records - Format: CD, LP, digital download   | —                           | 35                          | 46                          | 91                          |
| Bring Us Together | - Wydany: 16 września 2014 - Wydawca: Hot Bus Records - Format: CD, LP, digital download | —                           | —                           | —                           | —                           |